# Ludwig Perlitius

Ludwig Perlitius

Ludwig Perlitius (* 5. August 1872 in Bralin, Provinz Schlesien; † 16. November 1938 in Glatz, Landkreis Glatz) war ein deutscher Agrarwissenschaftler und Politiker (Zentrum). Perlitius gehörte von 1924 bis 1933 dem Reichstag an und amtierte von 1931 bis 1933 als Fraktionsvorsitzender seiner Partei.

## Leben und Wirken

### Ausbildung und Beruf
Perlitius Vater Johannes Perlitius war Kreischausseeaufseher, die Mutter Franziska war die Tochter eines Ackerbürgers. Er besuchte das Matthias-Gymnasium in Breslau. Zwischen 1894 und 1897 studierte er an der Universität Breslau Katholische Theologie und Philosophie und anschließend bis 1900 Agrarwissenschaften und Nationalökonomie. Seine Lehrer waren u. a. Otto Auhagen, Oscar Brefeld, Ferdinand Pax, Werner Sombart und Julius Wolf. Er war Mitglied der katholischen Studentenverbindung KStV Franko-Silesia Breslau im KV.
Nach Abschluss des Studiums arbeitete er drei Jahre auf einem Rittergut. Während dieser Zeit verfasste er die Dissertation „Der Einfluss der Begrannung auf die Wasserverdunstung der Ähren und die Kornqualität“, mit der er 1903 zum Dr. phil. promoviert wurde. Nach erfolgreichem Staatsexamen war er zunächst Aushilfslehrer an der Landwirtschaftsschule in Herford. Kurze Zeit später war er Landwirtschaftslehrer im oberschlesischen Tarnowitz. Ab 1906 war er Wanderlehrer für Landwirtschaft und Direktor der Landwirtschaftlichen Winterschule in Glatz. 1914 wurde er zum Beamten auf Lebenszeit ernannt. Er nahm am Ersten Weltkrieg zunächst als Soldat teil. Von 1917 bis 1919 war er Abteilungsleiter des Kriegswirtschaftsamtes Breslau. Danach kehrte er in das landwirtschaftliche Bildungswesen zurück und wurde 1927 zum Landwirtschaftsrat ernannt.

### Politik während der Republik
Im Mai 1924 wurde Perlitius als Kandidat der Zentrumspartei für den Wahlkreis 7 (Breslau) in den Reichstag gewählt, dem er ohne Unterbrechungen bis November 1933 angehörte. Im Reichstag war er Vorsitzender des handelspolitischen Ausschusses. 1925 hatte er maßgeblich Anteil am Erfolg der interfraktionellen Verhandlungen über das für die Wirtschaftspolitik zentrale Zollgesetz. Ende 1927 wurde er zum zweiten stellvertretenden Fraktionsvorsitzenden der Reichstagsfraktion gewählt. 1928 wurde er zudem Mitglied im Reichsvorstand und zugleich in den geschäftsführenden Vorstand des Zentrums gewählt.
Von Anfang an stand er dem Kabinett Müller II unter Hermann Müller skeptisch gegenüber. Kurz nach der Bildung der neuen Regierung bezeichnete er die neue politische Ordnung als „Notlösung“. Bei der Ausgestaltung der Regierung zu einer regelrechten Koalitionsregierung spielte Perlitius eine bedeutende Rolle. Er war mitbeteiligt am Rückzug von Theodor von Guérard und damit des Zentrums aus der Regierung, wodurch eine größere Zahl von Ministern durchgesetzt werden sollte. Erst durch das Entgegenkommen der übrigen Parteien konnte die Große Koalition gebildet werden.
Durch die Berufung des bisherigen Fraktionsvorsitzenden Heinrich Brüning zum Reichskanzler übernahm er zusammen mit dem ersten stellvertretenden Fraktionsvorsitzenden die Leitung der Fraktion. 1931 wurde er von seiner Partei mit dem Amt des Fraktionsvorsitzenden betraut.  In den nachfolgenden Jahren unterstützte er zuverlässig die Politik Brünings. Nach dem Ende der Reichskanzlerschaft von Brüning setzte er sich zusammen mit dem Parteivorsitzenden Ludwig Kaas dafür ein, die NSDAP in die Regierungsverantwortung einzubinden. Er hoffte darauf, dass die NSDAP dabei entzaubert würde.

### Beginn der Nationalsozialistischen Herrschaft
Am 31. Januar 1933 gehörte Perlitius zu den Zentrumsführern, mit denen Adolf Hitler, der einen Tag zuvor zum Reichskanzler ernannt worden war, über eine Beteiligung des Zentrums an seiner Regierung der „Nationalen Konzentration“ verhandelte. Da die Regierung Hitler zu diesem Zeitpunkt noch nicht über eine Mehrheit der Mandate im Reichstag verfügte, musste sie entweder eine parlamentarische Erweiterung der Regierung erreichen oder sich auf die Unterstützung durch den Reichspräsidenten in Form von Notverordnungen stützen (Präsidialkabinett) bzw. eine Mehrheit der Mandate bei Neuwahlen gewinnen. Da Hitler Neuwahlen wünschte, ließ er die Verhandlungen mit Perlitius und seinen Kollegen gezielt scheitern. Gestützt auf die so nachgewiesene „Unmöglichkeit“, unter der bestehenden Reichstagszusammensetzung eine Mehrheit der Parlamentsmandate durch eine Erweiterung der Regierungskoalition zu erreichen, konnte er den Reichspräsidenten Paul von Hindenburg dazu veranlassen, ihm die erhoffte Ermächtigung zur Auflösung des Reichstages und zur Ausschreibung von Neuwahlen zu geben.
Die Neuwahlen – in denen nur die NSDAP Wahlkampf betreiben durfte – erbrachten eine Mehrheit für die Regierung. Perlitius Partei erlitt indessen empfindliche Verluste, auch wenn er selbst erneut ins Parlament einziehen konnte, dem er noch bis zum November des Jahres angehörte – nach der Auflösung seiner Partei durch die Nationalsozialisten im Frühsommer 1933 allerdings als parteiloser Abgeordneter der „Reichsliste“.
An den Verhandlungen des Zentrums mit der NSDAP über die Zustimmung zum Ermächtigungsgesetz und damit zur Selbstentmachtung des Parlaments war er kaum noch beteiligt. Dasselbe gilt für die Selbstauflösung des Zentrums im Juli 1933.

### Letzte Jahre
Perlitius war einer der ersten Zentrumspolitiker, die vom neuen Regime als Beamte entlassen wurden. Bereits Ende April 1933 wurde er vorläufig suspendiert und endgültig im November desselben Jahres entlassen. Das Zentralkomitee der deutschen Katholiken, dem er angehörte, distanzierte sich von Perlitius. Wegen der angeblichen Unterstützung von antinationalsozialistischer Propaganda aus dem Ausland wurde Perlitius von der Gestapo überwacht.
Nach seinem Ausscheiden aus der Politik zog Perlitius sich ins Privatleben zurück, korrespondierte allerdings noch bis zu seinem Tod 1938 mit dem inzwischen im Exil lebenden Brüning. Heute ist Perlitius, über den Rudolf Morsey urteilte, dass er selbst in seiner Zeit als Spitzenpolitiker eine „farblose“ Gestalt gewesen sei, ein weitgehend vergessener Mann.

## Schriften
- Der Einfluss der Begrannung auf die Wasserverdunstung der Ähren und die Kornqualität. (Beobachtungen über Korrelationserscheiningen an einigen Weizen- und Gerstensorten im Jahre 1901.), Merseburg 1903.